# 浜北線
浜北線（ひんほくせん、中国語: 滨北铁路）は中華人民共和国の中国国鉄の鉄道路線。 黒竜江省ハルビン市と北安市を連絡している全長333kmの路線である。1928年に開業した。